# Nordvästturkiska språk
Nordvästturkiska eller kiptjakiska språk är en undergrupp av turkspråken. Av de nordvästliga turkspråken är kazakiska, tatariska, kirgiziska och basjkiriska de mest framstående. Talare av nordvästturkiska språk uppgår till runt 15,9 miljoner.
- Västliga
  - Karaimiska, krimtatariska, krymtjakiska (judeokrimtatariska), urumiska, kumykiska, karatjajska, balkariska
- Nordliga
  - Tatariska, basjkiriska, kumaniska (utdött), petjenegiska (utdött), kiptjakiska (utdött)
- Sydliga
  - Kazakiska, kirgiziska, karakalpakiska, nogaiska